# Bad Cop – kriminell gut
Bad Cop – kriminell gut ist eine deutsche Krimiserie, die von Talpa Germany Fiction GmbH produziert und von RTL ausgestrahlt wurde.
Die erste Staffel wurde seit dem 21. September 2017 donnerstags um 21:15 Uhr und die Folgen 2 und 4 um 22:15 Uhr ausgestrahlt.
Am 11. Dezember 2017 wurde bekanntgegeben, dass die Serie aufgrund schlechter Einschaltquoten abgesetzt wird.

## Handlung
Die Serie handelt von dem Kriminellen Jan Starck, der nach dem Tod seines Zwillingsbruders Jesko dessen Identität annimmt, um sein eigenes Leben zu retten. Fortan übernimmt Jan nicht nur die Rolle des Kriminalkommissars, sondern muss sich auch mit Jeskos privaten Problemen befassen.

## Besetzung

### Hauptbesetzung
| Schauspieler | Rollenname       | Staffeln | Folgen |
| ------------ | ---------------- | -------- | ------ |
| David Rott   | Jan/Jesko Starck | 1        | 1–10   |
| Daniel Rodic | Luís Pinto       | 1        | 1–10   |
| Alma Leiberg | Bea Starck       | 1        | 1–10   |

### Nebenbesetzung
| Schauspieler         | Rollenname        | Staffeln | Folgen |
| -------------------- | ----------------- | -------- | ------ |
| Mersiha Husagic      | Gina Rahmani      | 1        | 1–10   |
| Lisa Marie Trense    | Selma Starck      | 1        | 1–10   |
| Amelie von Trott     | Marie Starck      | 1        | 1–10   |
| Victoria Fleer       | Alwara Puls       | 1        | 1–10   |
| Kailas Mahadevan     | Lucky             | 1        | 2–10   |
| Günter Barton        | Christian Filbert | 1        | 2–10   |
| Nicki von Tempelhoff | Tobias Wessel     | 1        | 2–10   |

### Episodendarsteller
| Schauspieler          | Rollenname                                    | Staffeln | Folgen |
| --------------------- | --------------------------------------------- | -------- | ------ |
| Ben Ruedinger         | Simon Freese                                  | 1        | 1      |
| Marie Nasemann        | Alina                                         | 1        | 1      |
| Rhea Harder-Vennewald | Melanie Kallweit                              | 1        | 1      |
| Markus Gertken        | Paul Simmel                                   | 1        | 1      |
| Dimitri Bilov         | Tarek Rahmani                                 | 1        | 1, 10  |
| Picco von Groote      | Elena Trautwein                               | 1        | 2      |
| Julia Brendler        | Martina Jackstedt                             | 1        | 2      |
| Matthi Faust          | Harry Baranski                                | 1        | 2      |
| Paul Janke            | ehem. Mitschüler von Elena, Martina und Harry | 1        | 2      |
| Heikko Deutschmann    | Alfred Sigrist                                | 1        | 3      |
| Laura Berlin          | Svenja Althaus                                | 1        | 3      |
| Stefan Ruppe          | Daniel Beltz                                  | 1        | 3      |
| Carmen Molinar        | Anke Kaspers                                  | 1        | 3      |
| Manfred Möck          | Hanno Kaspers                                 | 1        | 3      |
| René Geisler          | Feuerwehrmann Pit                             | 1        | 3      |
| Nils Malten           | Feuerwehrmann Miroslav                        | 1        | 3      |
| Bruno Alexander       | Dennis Burk                                   | 1        | 4      |
| Angelina Häntsch      | Samantha Gering                               | 1        | 4      |
| Max Herbrechter       | Tante Helmut                                  | 1        | 4      |
| Tamer Tıraşoğlu       | Magic Maik                                    | 1        | 4      |
| Olivia Jones          | Olivia Jones                                  | 1        | 4      |
| Daniel Axt            | N.N.                                          | 1        | 4      |
| Gerd Lukas Storzer    | Herr Bartmann                                 | 1        | 4      |
| Sinja Dieks           | Ramona Etter                                  | 1        | 5      |
| Lavinia Wilson        | Laura Sommer                                  | 1        | 5      |
| Till Butterbach       | Gerald Bergmann                               | 1        | 5      |
| Albrecht Ganskopf     | Rudolf Ziegler                                | 1        | 5      |
| Johanna Dost          | Gabriela Schüttler                            | 1        | 5      |
| Till Claro            | Rezeptionist Oliver                           | 1        | 5      |
| Jürgen Uter           | Thomas Herder                                 | 1        | 5      |
| Sina Zadra            | Karina Walther                                | 1        | 5      |
| Christa Krings        | Helga Schmitt                                 | 1        | 5      |
| Esther Schweins       | Gesa Valentin                                 | 1        | 6      |
| Dagny Dewath          | Katja Eickholdt                               | 1        | 6      |
| Marek Erhardt         | Jürgen Rathmann                               | 1        | 6      |
| Rafael Gareisen       | Crux                                          | 1        | 6      |
| Timo Jacobs           | Rüdiger Heinze                                | 1        | 6      |
| Nele Schepe           | Zzizzi                                        | 1        | 6      |
| Manuel Cortez         | Marcos Pinto                                  | 1        | 7      |
| Jaime Krsto Ferkic    | Tiago Pinto                                   | 1        | 7      |
| László I. Kish        | Dr. Jung                                      | 1        | 7      |
| Proschat Madani       | Dr. Elin Briscola                             | 1        | 7      |
| Kristin Hunold        | Teresa Pinto                                  | 1        | 7      |
| Nicole Ernst          | Silke Blumenberg                              | 1        | 7      |
| Matthias Beier        | Niels Blumenberg                              | 1        | 7      |
| Regine Hentschel      | Petra Rammert                                 | 1        | 7      |
| Florian Anderer       | Tom Fischer                                   | 1        | 8      |
| Milena Dreißig        | Caro Buntrop                                  | 1        | 8      |
| Anna Herrmann         | Nora Glan                                     | 1        | 8      |
| Siemen Rühaak         | Piet Starck                                   | 1        | 8–9    |
| Sven Gerhard          | Timo Höges                                    | 1        | 9      |
| Marc Benjamin Puch    | Florian Brinkbäumer                           | 1        | 9      |
| Wanda Perdelwitz      | Mandy Malone                                  | 1        | 9      |
| Liane Forestieri      | Isabella Testa                                | 1        | 10     |
| Gudrun Gundelach      | Elisa Testa                                   | 1        | 10     |
| Antonio di Mauro      | Claudio Testa                                 | 1        | 10     |

## Episoden und Einschaltquoten

### Episodenliste
Die Erstausstrahlung der ersten Staffel startete am 21. September 2017 und wird bis zum 16. November 2017 auf dem deutschen Sender RTL zu sehen sein. Die ersten vier Folgen wurden in zwei Doppelfolgen ausgestrahlt.
| Nr. (ges.) | Nr. (St.) | Originaltitel     | Erstausstrahlung D | Regie                           | Drehbuch                                                                  |
| ---------- | --------- | ----------------- | ------------------ | ------------------------------- | ------------------------------------------------------------------------- |
| 1          | 1         | Ich bin Du        | 21. Sep. 2017      | Alan Smithee                    | Claudia Kratochvil                                                        |
| 2          | 2         | Klassentreffen    | 21. Sep. 2017      | Oliver Dommenget                | Linus Foerster                                                            |
| 3          | 3         | Feuer & Flamme    | 28. Sep. 2017      | Oliver Dommenget                | Hagen Moscherosch                                                         |
| 4          | 4         | Paradiesvögel     | 28. Sep. 2017      | Oliver Dommenget                | Claudia Kratochvil, Alexander Rümelin                                     |
| 5          | 5         | Gestern ist heute | 12. Okt. 2017      | Michael Kreindl, Peter Ladkani, | Claudia Kratochvil, Michael Ehnert, Hagen Moscherosch, Rafael Solá Ferrer |
| 6          | 6         | Zzizzi            | 19. Okt. 2017      | Michael Kreindl, Peter Ladkani, | Claudia Kratochvil, Hagen Moscherosch                                     |
| 7          | 7         | Familienbande     | 26. Okt. 2017      | Peter Ladkani                   | Claudia Kratochvil, Linus Foerster                                        |
| 8          | 8         | Kindsköpfe        | 2. Nov. 2017       | Michael Kreindl, Peter Ladkani, | Claudia Kratochvil, Linus Foerster                                        |
| 9          | 9         | 7 Zentimeter      | 9. Nov. 2017       | Michael Kreindl, Peter Ladkani, | Claudia Kratochvil, Alexander Rümelin                                     |
| 10         | 10        | La Dolce Vita     | 16. Nov. 2017      | Michael Kreindl                 | Claudia Kratochvil, Clemens Murath                                        |

### Einschaltquoten
| Nr. (ges.) | Nr. (St.) | Folge             | Datum                  | Zuschauer | Zuschauer       | Marktanteil | Marktanteil     | Quelle |
| Nr. (ges.) | Nr. (St.) | Folge             | Datum                  | Gesamt    | 14 bis 49 Jahre | Gesamt      | 14 bis 49 Jahre | Quelle |
| ---------- | --------- | ----------------- | ---------------------- | --------- | --------------- | ----------- | --------------- | ------ |
| 01         | 01        | Ich bin Du        | Do, 21. September 2017 | 2,55 Mio. | 1,15 Mio.       | 9,2 %       | 12,2 %          | [ 3 ]  |
| 02         | 02        | Klassentreffen    | Do, 21. September 2017 | 2,07 Mio. | 0,83 Mio.       | 9,5 %       | 10,8 %          | [ 3 ]  |
| 03         | 03        | Feuer & Flamme    | Do, 28. September 2017 | 2,18 Mio. | 1,10 Mio.       | 7,7 %       | 11,3 %          | [ 4 ]  |
| 04         | 04        | Paradiesvögel     | Do, 28. September 2017 | 1,91 Mio. | k. A.           | 8,9 %       | 13,1 %          | [ 4 ]  |
| 05         | 05        | Gestern ist heute | Do, 12. Oktober 2017   | 1,69 Mio. | k. A.           | k. A.       | 9,9 %           | [ 5 ]  |
| 06         | 06        | Zzizzi            | Do, 19. Oktober 2017   | 1,49 Mio. | 0,80 Mio.       | 5,2 %       | 8,4 %           | [ 6 ]  |
| 07         | 07        | Familienbande     | Do, 26. Oktober 2017   | 1,54 Mio. | 0,85 Mio.       | k. A.       | 8,7 %           | [ 7 ]  |
| 08         | 08        | Kindsköpfe        | Do, 2. November 2017   | 2,06 Mio. | k. A.           | k. A.       | 12 %            | [ 8 ]  |
| 09         | 09        | 7 Zentimeter      | Do, 9. November 2017   | 1,80 Mio. | k. A.           | k. A.       | 10,3 %          | [ 9 ]  |
| 10         | 10        | La Dolce Vita     | Do, 16. November 2017  | 1,74 Mio. | 1,02 Mio.       | 5,8 %       | 10,0 %          | [ 10 ] |